# Rödpannad eldvävare
Rödpannad eldvävare (Euplectes diadematus) är en afrikansk fågel i familjen vävare inom ordningen tättingar.

## Utseende och läte
Hane rödpannad eldvävare är i häckningsdräkt en vacker och misskännlig fågel, med fjäderdräkt i svart och gult och en distinkt röd fläck i pannan. Honan och hane utanför häckningstid är brun och streckad. Den kan i denna dräkt vara mycket lik andra eldvävare, men är mindre än de flesta och har tydligare gula kanter på vingpennorna. Sången består av ett ljust kvitter. 

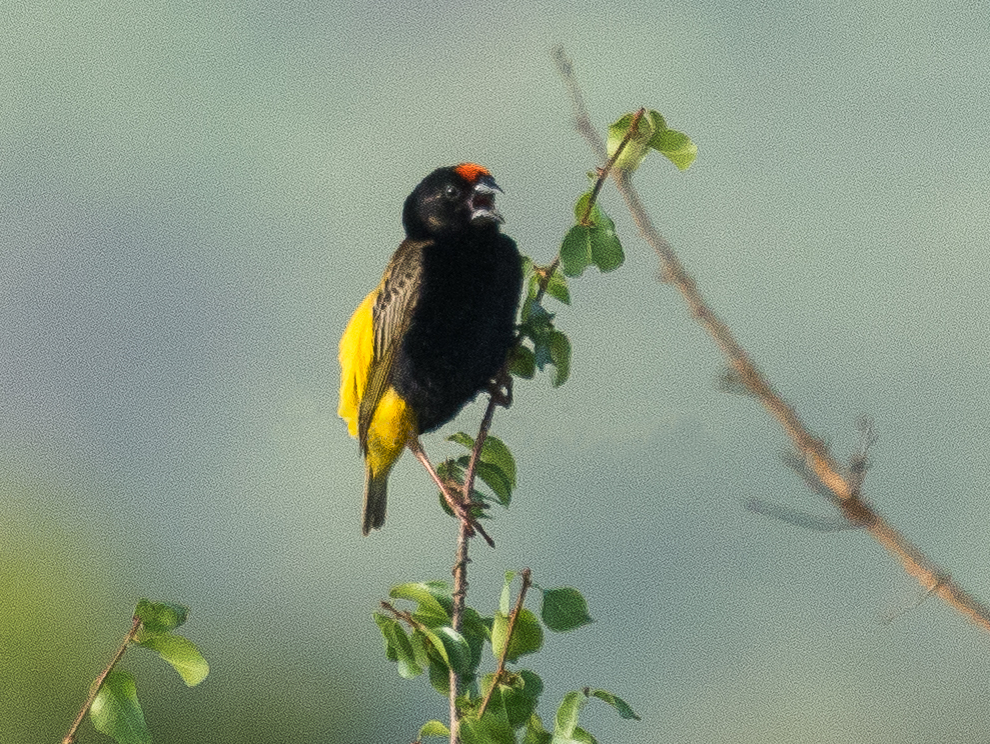

## Utbredning och systematik
Fågeln förekommer från sydvästra Somalia till östra Kenya och allra nordostligaste Tanzania. Tillfälligt har den setts i Storbritannien, men den anses osannolikt att den nått dit på naturlig väg. Den behandlas som monotypisk, det vill säga att den inte delas in i några underarter.

## Levnadssätt
Rödpannad eldvävare hittas i jordbruksbygd, gräsmarker och torr savann. Arten är nomadisk och kan uppträda i stora antal efter regn. Utanför häckningstid ses den ofta med andra arter.

## Status och hot
Arten har ett stort utbredningsområde och en stor population med stabil utveckling och tros inte vara utsatt för något substantiellt hot. Utifrån dessa kriterier kategoriserar internationella naturvårdsunionen IUCN arten som livskraftig (LC). Världspopulationen har inte uppskattats men den beskrivs som lokalt vanlig.